# 발리노르의 두 나무
발리노르의 두 나무(Two Trees of Valinor)는 존 로널드 루엘 톨킨의 세계관에 등장하는 나무이다. 두 나무의 이름은 텔페리온(Telperion)과 라우렐린(Laurelin)이다. 각각 은빛과 금빛의 나무로, 나무의 시대에 발리노르에 순수한 빛을 비추던 존재들이다. 이 두 나무들은 매우 거대하였고, 나무들이 흘리는 이슬은 순수한 마법의 빛을 담고 있었다. 멜코르의 지령에 따라 웅골리안트는 이 나무들을 말려죽였지만, 텔페리온이 남긴 마지막 꽃과, 라우렐린이 남긴 마지막 열매는 발라들에 의해 각각 달과 해가 되었다.
이 나무들은 벚나무의 일종이고 잎사귀는 너도밤나무의 잎을 닮았다고 전해진다.

## 나무들의 창조와 파괴
아르다 전체를 비추던 최초의 광원은 거대한 두 기둥 위에 얹어진 등불이었다. 북부에는 은빛의 일루인이, 남부에는 금빛의 오르말이 있었다. 그러나 이것들은 멜코르에 의해 무너져 파괴되었다. 그 결과 하나의 큰 내해(內海)가 일루인이 세워졌던 헬카르 산에 만들어졌다. 이 바다의 명칭 역시 헬카르가 되었고, 바다를 따라 하나의 호수도 있었는데, 이름은 쿠이비에넨이었다. 이 호수는 후일, 요정들이 깨어나게 될 '눈뜸의 호수'이다. 그 후 발라들은 아만으로 건너가 발리노르를 세웠고, 야반나는 노래로써 두 나무를 존재케 하였는데, 각각 달과 해의 빛에 대응하는 은빛의 텔페리온과 금빛의 라우렐린이 그것이었다. 텔페리온은 남성, 라우렐린은 여성으로 알려져 있다. 이 나무들은 발리마르 외부에 있는 에젤로하르 언덕 위에 있었다. 나무들은 발라들 전체가 지켜보는 가운데 니엔나의 눈물을 머금고 자라났다.
각 나무는 빛의 원천이 되었다. 텔페리온은 은빛을, 라우렐린은 금빛을 비추었다. 텔페리온은 가장자리가 은색으로 둘린 검은 잎을 가졌고, 그것이 흘리는 은빛 이슬은 빛과 물의 공급원으로서 수집되었다. 라우렐린은 창백한 녹색 잎을 가졌는데, 금테가 둘렸으며, 그 이슬 역시 바르다가 수집하였다. 
"하루"는 12시간 동안 지속되었다. 각각의 나무는 7시간 동안 빛을 내뿜었고 (완전한 밝기에 이르렀다가 서서히 어두워지기를 반복함), 그 결과 "새벽"과 "저녁"에 해당하는 1시간에는 은은한 금빛과 은빛이 서로 섞여 들어갔다.
시기심에 가득찬 멜코르는 거대한 거미 형체의 웅골리안트의 도움을 받아 두 나무를 파괴하였다. 어둠으로 스스로를 차폐한 멜코르는 두 나무를 공격하였고, 만족함을 모르는 웅골리안트는 생명이든 빛이든 가리지 않고 나무에 남아있는 것이면 무엇이든 흡수하였다.
또 다시 야반나는 노래를 불렀고, 니엔나는 애곡하였으나 나무들은 되살아나지 못하였다. 다만 텔페리온은 마지막 꽃을, 라우렐린은 마지막 열매를 남겼다. 마이아 틸리온과 아리엔이 나무의 성별에 맞추어 나무가 남긴 꽃과 열매를 각각 담당하게 되었다. 이것이 반지의 제왕에서 태양이 "그녀"로, 달이 "그"로 불리는 이유이다.
하지만 그 어떠한 것도 나무들의 순수한 빛을 비추지 않았으며, 나무들이 웅골리안트에게 오염되기 전에 갖고 있던 순수한 빛은 오직 페아노르가 만든 세 개의 실마릴에만 남아있었다.

## 텔페리온의 후손들
발리노르에 처음으로 당도한 요정들은 자신들이 처음 눈을 떴을 때 보았던 별빛들의 근원인 텔페리온을 사랑했다. 때문에 야반나는 텔페리온을 닮은 두번째 나무를 그들을 위해 만들어 주었다. 이 나무는 바냐르와 놀도르 요정들이 거하는 티리온 시에 심어졌고, 이름은 갈라실리온(Galathilion)이었다. 갈라실리온은 빛을 내지 않는다는 점을 제외하곤 텔페리온과 똑같았다. 이 나무는 자손이 많은데, 그 중 하나가 톨 에렛세아 섬에 심어진 켈레보른(celeborn)이었다.
태양의 제2시대에 켈레보른의 종묘가 누메노르인들에게 선물로 주어졌는데, 이것이 바로 누메노르의 흰 나무, 님로스(Nimloth)였다. 님로스는 누메노르 영토가 존재하는 많은 시간 동안 생존했는데, 사우론이 섬을 통제하게 되자 그는 아르파라존 왕에게 나무를 베어 버리게 하였다. 
운 좋게도 이실두르가 님로스의 열매 하나를 가까스로 손에 넣었다. 이 열매로부터 곤도르의 흰 나무들이 비롯되었다.

## 라우렐린의 후손들
라우렐린을 닮은 나무에 대해선 언급이 전혀 없는데, 이는 요정들이 텔페리온을 더 좋아했기 때문이었다. 곤돌린 시에는 "글링갈" 이라고 하는 라우렐린의 형상이 있었는데, 이는 투르곤 왕이 새긴 것이었다. 또한 투르곤의 딸인 이드릴 켈레브린달은 "멜코르가 오기 전 라우렐린의 금빛" 머리칼을 지녔다고 한다.

## 중요성
발리노르의 두 나무가 존재하던 시기에는 다른 빛의 원천이라곤 별빛 밖에 없었는데, 이 별빛도 바르다가 장차 출현할 요정들을 위하여 두 나무에서 모은 이슬을 가지고 만든 것이다. 요정들이 깨어나고 권능들의 전쟁이 끝난 뒤, 발라들은 요정들을 발리노르로 데려오게 할 세 명의 요정 사절들을 발리노르로 불러 나무를 목도하게 하였다. 발리노르의 아름다움과 두 나무의 순수한 빛에 감탄한 이들은 다른 요정들을 설득하여 여정에 참여하게 하였다.
특히 엘웨는 대장정 내내 발리노르의 그 빛을 다시 보고자 하는 욕망으로 가득 차 있었는데, 그는 도중에 멜리안을 만나게 되었고, 다시 돌아왔을 때 가운데땅에 정착한다. 그는 나무의 빛을 열망하였지만 멜리안의 얼굴에 깃들어 있는 나무의 빛에 만족하였다고 한다. 더구나 시간이 지나면서 요정들은 나무의 빛을 보았는지 여부에 따라 칼라퀜디와 모리퀜디로 구분되었다. 칼라퀜디가 나무의 빛을 본 요정들로, 여러 모로 모리퀜디에 비해 월등하게 여겨졌다.
제1시대 역사 전체는 오염되기 전 두 나무의 순수한 빛이 유일하게 남아있는 실마릴을 소유하려는 수 많은 인물들의 갈망에 따라 흘러가게 된다.
제2시대와 제3시대에 누메노르와 곤도르의 흰 나무는 텔페리온의 후손과 마찬가지였고, 두 왕국을 상징함과 동시에 과거 조상들과 요정들 사이의 연합의 상징이기도 했다. 이러한 상징적 관계는 흰 나무들 중 하나가 죽게 되자 왕국이 곤경에 처함으로써 더 확실해졌다.

## 다른 이름들
텔페리온은 실피온(Silpion)과 닝퀠로테(Ninquelótë)라는 이름으로도 불렸고, 라우렐린은 말리날다(Malinalda)와 쿨루리엔(Culúrien)으로도 불렸다. 
톨킨의 초기 문서에서 텔페리온의 이름은 실피온, 반실(Bansil), 벨실(Belthil)이었다.

## 같이 보기
- 갈라드리엘
- 퀜타 실마릴리온